# Universitat de Friburg de Brisgòvia
La Universitat de Friburg de Brisgòvia (en alemany Albert-Ludwigs-Universität Freiburg) és una universitat alemanya, situada a Friburg de Brisgòvia, a Baden-Württemberg, fundada el segle xv. Fins al començament del segle xix, se la coneixia sota el nom d'Universitat Albertina, llatinització del nom del seu fundador, l'arxiduc Albert VI d'Habsburg. El 1820, el nom de la universitat Albertina va ser completat pel nom del gran duc Lluís de Baden, considerat com segon fundador de la universitat, i va passar a ser la Universitat Albert-Ludwig.

## Història
La universitat Albert-Ludwigs de Friburg de Brisgòvia, fundada per l'arxiduc Albert VI d'Habsburg el 21 de setembre de 1457, va ser la segona universitat habsburg després de la de Viena i va ser el gran centre intel·lectual d'Àustria. Va rebre els seus primers estudiants el 26 d'abril de 1460. Els cursos van començar per les quatre facultats clàssiques de l'època medieval: teologia, dret, medicina i filosofia. Hi va haver 215 inscripcions el primer any, i l'erudit hebreu Johannes Reuchlin hi va estudiar el Trivium. La seva zona d'influència es limitava al sud-oest d'Alemanya, a Alsàcia, Suïssa i Àustria.
Durant el seu sojorn a Friburg, d'abril de 1529 a juliol de 1535, Erasme va tenir contactes intensos amb la universitat sense dedicar-se a ensenyar. És durant aquest període que la universitat condemna, en un document publicat el 20 de febrer de 1530, les doctrines de Martí Luter.
Al segle xvii va sobrevenir un canvi important en l'ensenyament a la universitat de Friburg. El 16 de novembre de 1620, els Jesuïtes es van encarregar completament de la facultat de lletres i ciències humanes i en part de la facultat de teologia. De 1677 a 1698, durant l'ocupació francesa de la ciutat, la universitat va ser dividida en dues parts: la part francesa de la universitat es va quedar a Friburg, mentre que la part austríaca es va establir a Constança i no va tornar fins al 1698.
El 12 d'octubre de 1791, Johann Georg Jacobi va ser escollit rector, convertint-se en el primer rector protestant la universitat. El 1832, la universitat va haver de tancar les portes el 6 de setembre degut a l'agitació que va precedir la revolució de 1832. Les va reobrir el 23 de setembre després d'una reorganització permetent la recuperació dels estudis en millors condicions.
Fins al 1900, la inscripció a la universitat estava reservada als homes. No va ser fins al 28 de febrer de 1900 quan va tenir lloc la primera inscripció d'una estudiant i que la universitat va permetre la introducció dels estudis per a dones a Friburg. Va ser d'altra banda, en aquest àmbit, una pionera a Alemanya.
El 15 d'octubre de 1910 fou fundada la facultat de matemàtiques i de ciències. L'any següent va ser inaugurat el nou edifici principal, construït per fer front al desenvolupament de la universitat, que acabava d'acollir el seu estudiant número 3.000. Durant la primera Guerra Mundial, l'institut d'anatomia va ser greument malmès en el moment d'un bombardeig aeri sobre la ciutat, el 14 d'avril de 1917.
L'1 de maig de 1933, el filòsof Martin Heidegger es fa rector de la universitat Albert-Ludwigs, i és obligat de posar en marxa l'acomiadament dels professors jueus a conseqüència de la llei sobre la «reintroducció del cos dels funcionaris», adoptada pel règim nazi alguns mesos després de la seva arribada al poder. El 10 de juliol de 1934, un incendi destrossà l'edifici principal de la universitat, que es va fer més elevat en el moment de la reconstrucció.
El desencadenament de la segona Guerra Mundial comporta el tancament de la universitat des de l'1 de setembre de 1939, degut a la seva proximitat fronterera amb França. No es reobrirà fins al 8 de gener de 1940. La universitat haurà de tancar de nou de resultes del bombardeig del 27 de novembre de 1944, que va destruir nombrosos edificis, sobretot els de l'institut de les ciències. Caldrà esperar a la fi del conflicte perquè la universitat pugui, en condicions encara precàries, reobrir les seves portes el 17 de setembre de 1945.
El 29 d'abril de 1957, la universitat Albert-Ludwigs celebrava el seu 500 aniversari posant la primera pedra de l'edifici II, que va obrir el 1961, per permetre fer front al creixement del nombre dels estudiants. En efecte, alguns dies després de la inauguració, va admetre la inscripció del seu estudiant número 1.000.
Les universitats públiques alemanyes no carreguen taxes de matrícula pels seus cursos. No obstant des del 2017, els estudiants internacionals que no provenguin de països de la UE o l'EEE han d'abonar a contribucions semestrals superiors als 1.500€.